# 孔公恂
孔公恂（1413年4月16日—1471年6月25日），字宗文，山東曲阜人，孔子五十八代孫，属宫端户，明朝政治人物，進士出身。

## 生平
景泰五年（1454年）會試考试时，孔公恂聽聞母親得病，便回鄉不赴廷對。明代宗向禮部问明原因后，遣使召孔公恂觐见。其入見當日已到正午，不及準備試卷，代宗命翰林院給以筆劄。孔公恂登第二甲第十四名進士，隨即丁母憂歸縣。
衍聖公孔彥縉去世时，其孫孔弘緒幼弱，代宗詔遣禮部郎治喪，而孔公恂代理衍圣公府的家事。天順初年（1457年）授禮科給事中。孔弘緒襲封衍圣公后，大學士李賢把女儿嫁給孔弘緒，孔公恂於是與李賢有交往。李賢对明英宗進言道：“孔公恂是孔聖人的後人；司馬恂是宋朝大贤人溫國公司馬光的後人。他們適合輔導太子。”明英宗大喜，於是拜兩人為詹事府少詹事，侍東宮講讀。明英宗退朝后對周皇贵妃稱：“我今天讓聖賢的子孫當你儿子的老師。”周皇贵妃具冠服拜謝，宮中傳以為盛事。
明憲宗即位后，孔公恂改任大理寺左少卿。孔公恂对此感到不高兴，上疏自稱不懂法律，於是復任詹事府少詹事兼左春坊左諭德。成化二年（1466年）孔公恂上疏談軍事，武臣嘩然，科道官員紛紛彈劾，被下獄論罪，貶為漢陽府知府，未及上任即遇父喪丁憂。守丧结束后，商輅請恢復孔公恂的职位，改任南京詹事府少詹事，成化七年（1471年）十一月，卒於官。

## 家族
曾祖父孔克全、祖父孔希泰、父孔信。子孔彦旭、孔彦卿、孔彦喆、孔彥鼎。孙孔承詩、孔承禮、孔承英。

## 墓葬
孔林二区墓碑
碑阳：
宣圣五十八代孙赐进士中宪大夫詹事府詹事孔公墓
成化十年甲午夏四月吉 男 彦旭彦卿彦喆立
碑阴：
（右为）奉天承运皇帝制曰推恩于臣必及其配者所以厚风化之原重人伦之始也岂以存殁而有间哉南京詹事府少詹事孔公恂妻赠孺人 樊氏克谨妇道以相其夫夫既显荣尔乃早殁尝因夫贵已受赠矣夫今进秩持加赠尔为恭人承此懋恩永贲泉壤 成化七年五月二十六日
（中为）奉天承运皇帝制曰国家设詹事府以辅道春宫其長贰皆以儒臣处之必得学行端谨之士乃克称焉尔南京詹事府少詹事孔公恂发身科第给事殿既升职于春宫复平刑于大理 賔詹再溢谕德由兼出握郡章进迁兹任敭历 既久嘉绩良多宜有褒恩用昭国典兹特进尔阶中宪大夫锡之诰命以为尔荣尔其益端乃心益励乃行以副朕委任之意钦哉
（左为）奉天承运皇帝制曰君推恩于臣而妇从荣于夫者重大伦遵旧典也南京詹事府少詹事孔公恂继室余氏克勤内助尝受褒封夫既进官尔宜偕显兹特加封为恭人祗服荣恩益敦儆戒

## 延伸阅读
[在维基数据编辑]
 《明史卷一百五十二》，出自《明史》